# Qualifications de la zone Océanie pour la Coupe du monde de rugby à XV 2003
Navigation
Qualifications Coupe du monde 1999 Qualifications Coupe du monde 2007
Les qualifications de la zone Océanie pour la Coupe du monde de rugby à XV 2003 opposent du 2 juin 2001 au 6 décembre 2002 neuf équipes pour rejoindre la Nouvelle-Zélande et l'Australie qualifiées d'office. Il en résulte que deux nations sont qualifiées directement pour la phase finale et une troisième dispute un match de barrage contre une équipe de la Zone Asie.

## Liste des équipes participantes
| - Îles Cook - Fidji - Niue - Papouasie-Nouvelle-Guinée - Îles Salomon | - Samoa - Tahiti - Tonga - Vanuatu |

## Tour 1

### Tour 1a - Océanie Ouest
La zone Ouest est composée des équipes suivantes : la Papouasie-Nouvelle-Guinée, les îles Salomon et Vanuatu. La Papouasie-Nouvelle-Guinée est qualifiée pour le tour suivant.
| Rang | Pays                      | J | V | N | D | Pm | Pe | Diff | Pts |
| ---- | ------------------------- | - | - | - | - | -- | -- | ---- | --- |
| 1    | Papouasie-Nouvelle-Guinée | 2 | 2 | 0 | 0 | 64 | 20 | +44  | 6   |
| 2    | Îles Salomon              | 1 | 0 | 0 | 1 | 10 | 32 | -22  | 1   |
| 3    | Vanuatu                   | 1 | 0 | 0 | 1 | 10 | 32 | -22  | 1   |

- 02/06/2001 : Papouasie-Nouvelle-Guinée 32 - 10 Îles Salomon
- 09/06/2001 : Vanuatu 10 - 32 Papouasie-Nouvelle-Guinée
- 16/06/2001 : Îles Salomon - Vanuatu non joué

### Tour 1b - Océanie Est
La zone Est est composée des équipes suivantes : les îles Cook, Niué et Tahiti. Les îles Cook sont qualifiées pour le tour suivant.
| Rang | Pays      | J | V | N | D | Pm  | Pe  | Diff | Pts |
| ---- | --------- | - | - | - | - | --- | --- | ---- | --- |
| 1    | Îles Cook | 2 | 2 | 0 | 0 | 114 | 8   | +106 | 6   |
| 2    | Niue      | 2 | 1 | 0 | 1 | 49  | 34  | +15  | 4   |
| 3    | Tahiti    | 2 | 0 | 0 | 2 | 6   | 127 | -121 | 2   |

- 02/06/2001 : Îles Cook 86 - 0 Tahiti
- 09/06/2001 : Niué 8 - 28 Îles Cook
- 16/06/2001 : Tahiti 6 - 41 Niué

## Tour 2 (Tri-nations du Pacifique 2002)
Ce tournoi joué en juin 2002 sert de qualification pour la Coupe du monde. Il met aux prises les équipes des Fidji, du Samoa et des Tonga en match aller-retour. Les deux premiers sont qualifiés pour la Coupe du Monde. Le troisième est qualifié pour le Tour 4. Les Samoa et les Fidji sont directement qualifiées et les Tonga disputent le barrage.
| Rang | Pays  | J | V | N | D | Pm  | Pe  | Diff | Pts |
| ---- | ----- | - | - | - | - | --- | --- | ---- | --- |
| 1    | Fidji | 4 | 3 | 0 | 1 | 123 | 80  | +43  | 10  |
| 2    | Samoa | 4 | 3 | 0 | 1 | 96  | 58  | +38  | 10  |
| 3    | Tonga | 4 | 0 | 0 | 4 | 71  | 152 | -81  | 4   |

- 01/06/2002 : Samoa 16 - 17 Fidji
- 07/06/2002 : Tonga 22 - 47 Fidji
- 15/06/2002 : Tonga 16 - 27 Samoa
- 22/06/2002 : Fidji 12 - 22 Samoa
- 28/06/2002 : Samoa 31 - 13 Tonga
- 06/07/2002 : Fidji 47 - 20 Tonga

## Tour 3
Les deux équipes qualifiées lors du Tour 1 se rencontrent lors du Tour 3 en matchs aller-retour.
La Papouasie-Nouvelle-Guinée (45 - 35 au cumul) se qualifie pour le Tour 4.
| Date       | Match                                       |  |
| ---------- | ------------------------------------------- |  |
| 19/10/2002 | Papouasie-Nouvelle-Guinée 29 - 14 Îles Cook |  |
| 26/10/2002 | Îles Cook 21 - 16 Papouasie-Nouvelle-Guinée |  |

## Tour 4
Au Tour 4, la Papouasie-Nouvelle-Guinée (qualifiée au Tour 3) et les Tonga (qualifiés au Tour 2) s'affrontent afin d'obtenir le ticket pour le tour de repêchage. Les Tonga l'emportent par deux fois et obtiennent la qualification.
| Date       | Match                                   |  |
| ---------- | --------------------------------------- |  |
| 30/11/2002 | Papouasie-Nouvelle-Guinée 14 - 47 Tonga |  |
| 06/12/2002 | Tonga 84 - 12 Papouasie-Nouvelle-Guinée |  |